# عاشیق‌زلالی (پوسوف)
عاشیق‌زلالی (به ترکی استانبولی: Aşıkzülali) یک منطقهٔ مسکونی در ترکیه است که در پوسوف واقع شده‌است.